# Ousmane Dabo
Ousmane Dabo (* 8. Februar 1977 in Forcé bei Laval) ist ein ehemaliger französischer Fußballspieler.

## Karriere
Der defensive Mittelfeldspieler begann seine Fußballkarriere 1982 in der Jugendmannschaft von Forcé. Sein erster großer Verein war von 1985 bis 1990 Stade Laval. Zwischen 1990 und 1995 spielte Dabo in der Jugendmannschaft von Stade Rennes. 1995 wurde der Franzose in die erste Mannschaft von Rennes geholt. 
Nach 40 erfolgreichen Pflichtspielen ging er in die Serie A zu Inter Mailand. Nach nur einem Jahr bei Inter wechselte er leihweise zu Vicenza Calcio. Dabos nächster Verein war die AC Parma. 2000 ging der Globetrotter weiter in die französische Topliga zur AS Monaco. 
Nach dem Aufenthalt im Fürstentum ging es wieder zurück zu Vicenza Calcio. Von 2001 bis 2003 war der Mittelfeldspieler bei Atalanta Bergamo unter Vertrag. 
Zwischen 2003 und 2006 spielte Dabo bei Lazio Rom, wo er 2004 die Coppa Italia gewann. 
Anfang der Saison 2006/07 wechselte der Franzose in die englische Premier League zu Manchester City. Am 3. Mai 2007 wurde er von seinem Mitspieler Joey Barton im Training krankenhausreif geprügelt. Daraufhin wurde Barton suspendiert. Im Januar 2008 kehrte Ousmane Dabo zu Lazio Rom zurück. Dort erzielte er am 13. Mai 2009 den Elfmeter zum Gewinn der Coppa Italia.
Am Ende der Saison 2009/10 wurde sein Vertrag nicht weiter verlängert und Dabo war vereinslos. Seit dem 8. Februar 2011 stand er im Kader von New England Revolution. Nachdem er immer wieder von Verletzungen zurückgeworfen wurde, erklärte er im Juli 2011 seinen Rücktritt vom Profifußball.
Dabo spielte insgesamt dreimal im französischen Fußballnationalteam.

## Erfolge
- Italienischer Pokalsieger 2004 und 2009 mit Lazio Rom